# عبد الملك حمزة
عبد الملك بك حمزة (1886 ـ؟) هو دبلوماسي مصري، شغل منصب القائم بأعمال المفوضية المصرية في لندن خلفًا لسيزوستريس بك سيداروس عام 1928، والوزير المفوض المصري لدى تركيا عام 1930.

## نشأته وبدايته مع السياسة
ولد عبد الملك حمزة سنة 1886، ودرس القانون ومارس المحاماة وانتمى إلى الحزب الوطني الذي أسسه مصطفى كامل، وكان سكرتيرًا له. ولما نشبت الحرب العالمية الأولى تطوع في الجيش العثماني لمحاربة الإنجليز، ورافق الحملة التركية إلى قناة السويس. ثم عاد إلى مصر بعد الحرب، فاشتغل بالمحاماة وعرف بذكائه ونشاطه، وانتسب إلى حزب الأحرار الدستوريين.، وكان واحدًا من فريق المحامين الذين تولوا الدفاع عن الدكتور طه حسين في القضية التي رُفعت ضده بسبب كتابه «في الشعر الجاهلي».

## عمله الدبلوماسي
في عام 1928، عينه محمد محمود باشا مستشاراً للسفارة المصرية في لندن خلفًا لسيداروس بك، ثم أحاله النحاس باشا إلى المعاش، فلما تولى صدقي باشا الحكم عينه وزيرًا مفوضًا لمصر في أنقرة، فقدم اوراقه إلى رئيس الجمهورية الغازي مصطفى كمال باشا ـ قبل أن يتسمّى بأتاتورك ـ في أكتوبر 1930.

## واقعة الطربوش
في مساء 29 أكتوبر 1932، أقيم احتفال باليوم الوطني للجمهورية التركية في فندق «أنقرة بالاس» ـ أكبر فنادق العاصمة التركية آنذاك ـ ودُعي إلى الحفل سفراء الدول المعتمدون في تركيا، ومن بينهم الوزير المفوض المصري عبد الملك حمزة بك، وعندما وصل الغازي مصطفى كمال رئيس الجمهورية، كان فيما يبدو قد تناول قدرًا كبيرًا من الخمر، وقد بدا ذلك في تعليقاته وحواراته مع الحاضرين.
كان عبد الملك حمزة يرتدي بذلة التشريفة مع طربوشه، حسب البروتوكول المتبع في مصر، وكان مصطفى كمال قد أصدر عام 1925 قانونًا ألغى به الطربوش فيما ألغى من مظاهر الدولة العثمانية وآثارها في تركيا، فاقترب من الوزير المصري وربت على طربوشه قائلاً: «قل لمليكك إن مصطفى كمال أمرك ألا تلبس طربوشك هذه الليلة..»، ثم التفت إلى أحد الخدم قائلًا: «إن سفير مصر يود أن يخلع طربوشه، فخذوه منه»، وحينئذ رأى عبد الملك حمزة أن يخلع الطربوش بنفسه تفاديًا للمزيد من الحرج. ووضع الطربوش على صينية رفعها الخادم عاليًا أمام رئيس الجمهورية، وخرج بها إلى المكان الذي تحفظ فيه المعاطف والقبعات.
ساد القاعة وجوم هائل، وبينما كان رئيس الجمهورية يواصل مسيرته نحو القاعة، لمح المدعوون الوزير المصري يختلي بسكرتير المفوضية، توحيد السلحدار، ثم رأوهما منصرفين دون توديع أحد، مما لفت أنظار المدعوين الذين لم يكونوا على مقربة من مكان الواقعة.
بعد منتصف الليل، قصد نعمان منمنجي أوغلو، وكيل وزارة الخارجية، دار الوزير المصري للاعتذار عن الحادث، فلم يُفتح له الباب. وفي اليوم التالي قصدها وزير الخارجية الدكتور توفيق رشدي آراس ليقدم اعتذاره، فاستقبله الوزير المفوض المصري.

### رد فعل الحكومة المصرية
كان بين المدعوين إلى الحفل مندوب جريدة «ديلي هيرالد» الإنجليزية، فطيّر الخبر ببرقية إلى جريدته، واطلع عليه الجمهور المصري في البرقيات التي نشرتها الصحف المصرية نقلًا عن لندن. غير أن الحكومة المصرية لم تشأ ان تتخذ أي قرار في الموضوع قبل أن تتلقى تقرير وزيرها المفوض، فلما تلقته ودرسته كتبت إلى الحكومة التركية محتجة على ماوقع لممثلها، فكان رد الحكومة التركية أن بعض الصحف أساء تفسير ما دار بين الغازي وعبد الملك بك، وعللت الحكومة التركية ما حدث بأن الغازي اشفق على وزير مصر المفوض من الحر، فاقترح عليه ان يخلع طربوشه توخياً لراحته.
وردت الحكومة المصرية بمذكرة أخرى قالت فيها إن الطربوش هو شعار الرأس الرسمي لمصر، وأنه يجب على ممثلي مصر أن يلبسوا الطربوش في جميع المناسبات الرسمية، وأنه ليس لأحد أن يعترض على ذلك. واضافت الحكومة المصرية أنها تقبل اعتذار الحكومة التركية فيما يتعلق بهذا الحادث ولكنها ترجو أن يكون آخر حادث من نوعه، وقد تعرضت تركيا ورئيسها إلى هجوم شديد من الصحف المصرية بسبب هذا الحادث.